# Ежевика обыкновенная
Ежеви́ка обыкнове́нная (лат. Rúbus vulgáris) — вид растений из рода Рубус семейства Розовые (Rosaceae). Один из многочисленных видов, причисляемых к Rubus fruticosus в широком смысле.

## Ботаническое описание
Стебель продольно бороздчатый, фиолетово-сиреневого цвета, с сизоватым налётом. Шипы, особенно на веточках, крепкие, длинные и изогнутые.
Листья состоят из пяти листочков, каждый из которых с волнистым неравно пильчатым краем, тёмно-зелёные сверху и серовато-бледно-зелёные, бархатисто-опушённые снизу. Средний листочек округло- или ромбовидно-яйцевидный, с заострённым концом и сердвевидным или цельным основанием.
Цветки средних размеров, около 2 см в диаметре. Чашечка из пяти сероватых чашелистиков. Лепестки бледно-розовые, довольно глубоко разделённые на две доли, эллипсоидально-обратнояйцевидные в очертании. Тычинки немного длиннее пестиков, белые или розоватые. Пестики красноватые или желтоватые.
Плоды шаровидные.

## Ареал
Родина ежевики обыкновенной — Северо-Западная и Центральная Европа.

## Таксономия

### Синонимы
- Rubus communis Bayer, 1869
- Rubus commutatus G.Braun, 1877
- Rubus fruticosus L. ex Dierb., 1827
- Rubus fruticosus var. vulgaris (Weihe & Nees) Bréb., 1849
- Rubus lindleianus Lees, 1848
- Rubus nitidus T.B.Salter, 1845, nom. inval.
- Rubus pilosus var. vulgaris (Weihe & Nees) Dumort., 1863
- Rubus pubescens var. vulgaris (Weihe & Nees) Karsch, 1853
- Rubus sanctus var. vulgaris (Weihe & Nees) Kuntze, 1867
- Rubus villicaulis subsp. vulgaris (Weihe & Nees) Čelak., 1875
- Rubus villicaulis var. minor Walpert, 1855
- Rubus vulgaris f. commutatus (G.Braun) H.E.Weber, 1985
- Rubus vulgaris f. cuneatus Braeucker, 1882
- Rubus vulgaris f. elatior G.Braun, 1880
- Rubus vulgaris f. ramosissimus G.Braun, 1880
- Rubus vulgaris f. viridis (Weihe & Nees) Braeucker, 1882
- Rubus vulgaris subsp. viridis (Weihe & Nees) Focke, 1877
- Rubus vulgaris var. elatior (G.Braun) Utsch, 1893
- Rubus vulgaris var. eu-vulgaris Focke, 1902, nom. superfl.
- Rubus vulgaris var. lindleianus (Lees) Focke, 1902
- Rubus vulgaris var. micranthus G.Braun ex Utsch, 1893
- Rubus vulgaris var. viridis Weihe & Nees, 1825